# João Alves Filho
João Alves Filho (Aracaju, 3 de julho de 1941 — Brasília, 24 de novembro de 2020) foi um engenheiro civil e político brasileiro filiado ao Democratas (DEM). Foi prefeito de Aracaju por duas vezes, ministro do Interior no Governo Sarney e governador de Sergipe por três vezes.

## Dados biográficos
Filho de João Alves e Maria de Lourdes Gomes. Graduado em Engenharia Civil pela Escola Politécnica da Universidade Federal da Bahia em 1965 e nesse mesmo ano fundou a Habitacional Construções após cinco anos trabalhando na empresa de sua família. Afastou-se da iniciativa privada em 1975 quando o governador José Rollemberg Leite o nomeou prefeito de Aracaju, cargo que exerceu por quatro anos. Extinto o bipartidarismo, trocou a ARENA pelo PP, legenda da qual foi um dos fundadores em Sergipe, mas a incorporação da mesma pelo PMDB no final de 1981 fez João Alves Filho ingressar no PDS.
Eleito governador de Sergipe em 1982, transferiu-se para o PFL mediante o fim do Regime Militar de 1964 e a instauração da Nova República em 1985. Cinco meses após deixar o governo sergipano foi nomeado ministro do Interior pelo presidente José Sarney em 1987 sendo eleito governador de Sergipe pela segunda vez em 1990.
Derrotado por Albano Franco ao disputar o governo estadual em 1998, elegeu-se governador pela terceira vez em 2002 ao derrotar o senador José Eduardo Dutra. Nos anos seguintes manteve-se como adversário do PT embora tenha sido derrotado por Marcelo Déda, este último eleito e reeleito governador em 2006 e 2010. Eleito prefeito de Aracaju pelo PFL em 2012, João Alves Filho não se reelegeu em 2016.
Foi casado com Maria do Carmo Nascimento Alves (senadora) e desta união foram gerados quatro filhos: Maria Cristina Alves, Ana Maria Alves e João Alves Neto.

## Livros
João Alves foi autor de diversos livros, o mais recente se chama "Toda a verdade sobre a transposição rio São Francisco" lançado dia 28 de outubro de 2008 na Livraria Escariz. Com a experiência adquirida na vida pública João Alves Filho agrupou todos os seus estudos e idéias e tornou-se um sóbrio autor, escrevendo detalhadamente a cerca de questões sócio ambientais e as suas causas e consequências. Possuiu em seu currículo inúmeros títulos que dissertam sobre temas, como as secas, as águas e a transposição das águas do Rio São Francisco. Tendo um amor declarado pela Região Nordeste, dedicou sua vida e obras e encontrar soluções ou medidas que atendam as necessidades dos afligidos da maneira mais íntegra e satisfatória que se possa fazê-lo. Seus livros são: Nordeste, Região credora (1985); No outro lado do mundo (1988); Amazonas & Nordeste – Estratégias de desenvolvimento (1989); Conferências (1990); Pontos de Vista (1994); Nordeste – Estratégias para o sucesso (1997); Transposição das Águas do São Francisco – Agressão à Natureza x Solução Ecológica (2000); Matriz energética brasileira – Da crise à grande esperança (2003); Toda a Verdade sobre a transposição do Rio São Francisco (2008); Transposição do São Francisco – Uma Análise dos aspectos positivos e negativos do projeto que pretende transformar a Região Nordeste.

## Governo de Sergipe
Primeiro mandato
Foi eleito governador, com o apoio do ex-governador e cacique político do PDS, Augusto Franco, João venceu o pleito com 200.000 votos contra 77.000 do segundo colocado, o senador Gilvan Rocha PMDB, e no terceiro e quarto lugar, Marcélio Bomfim PT e Manuel Ferreira, respectivamente. Foi no ano de 1985 que João deixou o PDS e filiou-se ao PFL.
João realizou um governo voltado para o homem do campo com o programa Chapéu de Couro, onde a construção de açudes amenizava o problema da seca no sertão.
Segundo mandato
Quando João Alves deixou o Palácio Olímpio Campos, sede do governo estadual em 1986, João deixava no ar a possibilidade de voltar ao governo em 1991, o que realmente aconteceu, com a dobradinha João-Albano, sendo João para governador e Albano Franco para senador, João Alves venceu no primeiro turno o candidato das oposições, José Eduardo Dutra (PT), com uma votação de 364.819 votos contra 124.050 do candidato petista. Nesse governo João criou a maior obra já feita no setor turístico em Sergipe: a Orla de Atalaia.
A eleição de 1998
Em 1994, João conseguiu eleger seu sucessor ao governo do estado, o senador Albano Franco, que venceu o ex-prefeito de Aracaju, Jackson Barreto PDT. Em 1998, rompido com o grupo de Albano, se lançou candidato ao governo pelo seu partido, PFL. Saiu derrotado do pleito por Albano Franco, que foi reeleito para mais quatro anos de governo.
Terceiro mandato
Na eleição de 2002, João Alves Filho despontava como um candidato natural do PFL contra o candidato petista, José Eduardo Dutra e do governista, o ex-senador Francisco Rollemberg. João ganhou a eleição no segundo turno com uma diferença de 6% do segundo colocado, e foi reconduzido ao governo junto com a vice-governadora Marília Mandarino.

## Morte
Após terminar o último mandato como prefeito de Aracaju, passou a sofrer complicações causadas pela Doença de Alzheimer, chegando a ser internado por duas vezes em Brasília, onde ficou aos cuidados da esposa, Maria do Carmo Alves. Morreu em 24 de novembro de 2020, aos 79 anos, após ficar internado no Hospital Sírio Libanês em Brasília devido a uma parada cardíaca. Em seguida, testou positivo para COVID-19.